# Opius ostentatus
Opius ostentatus är en stekelart som beskrevs av Papp 1978. Opius ostentatus ingår i släktet Opius och familjen bracksteklar. Inga underarter finns listade i Catalogue of Life.